# Zemarco (mestre dos soldados)
Zemarco (em latim: Zemarchus; em grego: Ζήμαρχος) foi um oficial bizantino do século VI, ativo durante o reinado do imperador Justino II (r. 565–578).

## Vida
Zemarco era nativo da Cilícia e membro do senado de Constantinopla. Em 569, foi registrado como mestre dos soldados do Oriente. Em agosto desse ano, foi enviado numa embaixada ao cã dos goturcos, Sizábulo (r. 552–576), acompanhando a viagem de retorno de uma embaixada turca sob Maníaco. A embaixada, cuja descrição está preservada em Menandro Protetor, chegou em territórios soguedianos e os viajantes receberam ofertas de ferro à venda e foram solenemente exorcizados; fez-se Zemarco "passar através do fogo" (ou seja, entre duas fogueiras), e cerimônias foram realizadas sobre a bagagem da expedição, um sino sendo tocado e uma bateria sendo batida sobre ela, enquanto folhas de incenso flamejantes foram conduzidas no entorno dela, e encantamentos foram murmurados em "cita".
Após estas precauções, os emissários dirigiram-se ao campo de Sizábulo num "vale circundado pela Grande Montanha", que estava aparentemente em alguma localidade das montanhas Altai ou Tião Chão. Encontraram o cã cercado por fantástica pompa bárbara: tronos dourados, pavões dourados, pratos de ouro e prata e animais de prata, cortinas e roupas de seda figurativa. Eles acompanharam-no em sua marcha contra a Pérsia, passando através de Talas ou Turquestão no vale do Sir Dária, onde Xuanzangue, em seu caminho da China à Índia 60 anos depois, encontrou-se com outro dos sucessores de Sizábulo.
Zemarco esteve presente num banquete em Talas, onde o grão-cã turco e o emissário persa trocaram injúrias; mas não parece que testemunhou a discussão de fato. Próximo do rio Oeque (possivelmente Sir Dária), foi enviado de volta para Constantinopla com uma embaixada turca sob Tagma e com emissários de várias tribos sujeitas aos turcos. Parando perto da "vasta e ampla lagoa" (possivelmente o mar de Aral), enviou o mensageiro Jorge para anunciar seu retorno ao imperador. Jorge apressou-se pela rota mais curta, "sem água e deserta", aparentemente as estepes ao norte do mar Negro, enquanto seu superior, movendo-se mais vagarosamente, marchou doze dias pelas costas arenosas da lagoa. Cruzou o rio Emba, os montes Urais, o rio Volga e Cubã (onde quatro mil persas tentaram emboscá-los). Então, atravessou a extremidade ocidental do Cáucaso, chegando em segurança em Trebizonda e Constantinopla.
A embaixada de Zemarco e sua viagem de retorno durou cerca de dois anos, sendo concluída em 571/2. Menandro Protetor afirma que durante sua viagem de retorno foi recebido hospitaleiramente pelos alanos sob Saroes, que indicaram-nos a rota mais segura. João de Epifânia relata que os persas subornaram os alanos para tentarem assassinar os emissários e que essa foi uma das causas da eclosão da guerra entre bizantinos e persas em 572.